# Кара-Сал
Кара-Сал — река в Ростовской области, Волгоградской области и Республике Калмыкия. На участке от истока до устья реки Сухой Сал известна как Хамхурка. Река берёт начало в Ергенях, в балке Сальская, и течёт преимущественно с северо-восток на юго-запад. Впадает в реку Сал. Длина реки составляет 134 км. Относится к Донскому бассейновому округу

## Название
Название Кара-Сал является сложносоставным и предположительно имеет тюркское происхождение: «кара» — чёрный + «сала» — приток реки, её рукав, ветвь, разветвление; межгорная ложбина. Второе название реки — Хамхурха имеет монгольское происхождение (калм. Хамхрха) и переводится как разбитый; разрушенный; поломанный. Вероятно, данное название связано с разделением реки в летний межевой период на отдельные не связанные между собой водоёмы.

## Физико-географическая характеристика
Река Кара-Сал, известная в верхнем течении как река Хамхурка, берёт начало в Ергенях, в балке Сальская, выше посёлка Кануково.

## Бассейн
Площадь водосборного бассейна — 3070 км², из них около трети (1030 км²) приходится на бассейн реки Акшибай, являющейся крупнейшим притоком Кара-Сала. Бассейн реки асимметричен. Основные притоки реки впадают справа. Большая часть бассейна реки расположена в границах Калмыкии, оставшаяся часть в границах Ростовской и Волгоградской областей по чей территории протекает 12 километровым отрезком по землям Попереченского сельского поселения Котельниковского района. Бассейн реки полностью расположен в пределах Северо-Каспийского артезианского бассейна.
- Кара-Сал
  - б. Гюнь-Сала (правая составляющая[8])
  - б. Бур-Сала — (п)[8]
  - р. Кенкря — (левая составляющая)[8]
  - б. Кермин-Сал — (п)[8]
  - р. Сухой Сал — (л)[8]
  - б. Кордонная — (п)[8]
  - б. Крайняя — (п)[8]
  - б. Кужная — (п)[8]
  - б. Чёрная — (п)[8]
  - б. Крылова — (п)[8]
  - р. Акшибай — (л)[8]
  - б. Сальская — (п)[8]
  - б. Воровская — (л)[8]

### Климат и гидрология
Как и других рек бассейна Дона основным источником питания реки Кара-Сал являются талые снеговые воды. Вследствие значительного испарения роль дождевого питания невелика. Доля весеннего стока от годового составляет до 90 %. Начало половодья наступает в среднем во 2 половине февраля при продолжительности 1,5-2 месяца. Летом, чаще всего к июню, устанавливается устойчивая межень, иногда она прерывается дождевыми паводками. Ледостав, как правило, устанавливается в первой декаде декабря. Продолжительность периода ледостава в среднем 50-150 дней, в теплые зимы сокращается до 20 дней.
Количество атмосферных осадков, выпадающих в бассейне реки Кара-Сал, сравнительно невелико и незначительно увеличивается в направлении с востока на запад. Если в районе посёлка Кануково, расположенного в верховьях реки, среднегодовое количество атмосферных осадков составляет 354 мм, то в хуторе Шебалин, расположенном в низовьях реки, среднегодовое количество атмосферных осадков уменьшается до 360 мм. Согласно классификация климатов Кёппена) для бассейна реки характерен влажный континентальный климат с жарким летом и относительно холодной зимой (индекс Dfa).
Более подробная информация о средних температурах воздуха и количестве атмосферных осадков приведена в климатограммах.
| Климатограмма Канукова                          | Климатограмма Канукова | Климатограмма Канукова | Климатограмма Канукова | Климатограмма Канукова | Климатограмма Канукова | Климатограмма Канукова | Климатограмма Канукова | Климатограмма Канукова | Климатограмма Канукова | Климатограмма Канукова | Климатограмма Канукова |
| ----------------------------------------------- | ---------------------- | ---------------------- | ---------------------- | ---------------------- | ---------------------- | ---------------------- | ---------------------- | ---------------------- | ---------------------- | ---------------------- | ---------------------- |
| Я                                               | Ф                      | М                      | А                      | М                      | И                      | И                      | А                      | С                      | О                      | Н                      | Д                      |
| 31 −3 −8                                        | 23 −2 −9               | 22 4 −3                | 24 16 5                | 35 24 11               | 39 28 16               | 35 31 18               | 31 30 17               | 25 23 11               | 22 14 5                | 32 6 0                 | 35 1 −5                |
| Температура в °C • Сумма осадков в мм Источник: |                        |                        |                        |                        |                        |                        |                        |                        |                        |                        |                        |

| Климатограмма Шебалин                           | Климатограмма Шебалин | Климатограмма Шебалин | Климатограмма Шебалин | Климатограмма Шебалин | Климатограмма Шебалин | Климатограмма Шебалин | Климатограмма Шебалин | Климатограмма Шебалин | Климатограмма Шебалин | Климатограмма Шебалин | Климатограмма Шебалин |
| ----------------------------------------------- | --------------------- | --------------------- | --------------------- | --------------------- | --------------------- | --------------------- | --------------------- | --------------------- | --------------------- | --------------------- | --------------------- |
| Я                                               | Ф                     | М                     | А                     | М                     | И                     | И                     | А                     | С                     | О                     | Н                     | Д                     |
| 32 −2 −8                                        | 23 −1 −8              | 23 5 −3               | 25 17 5               | 35 24 12              | 41 29 17              | 35 32 19              | 31 30 18              | 24 24 12              | 23 15 5               | 32 6 0                | 36 1 −4               |
| Температура в °C • Сумма осадков в мм Источник: |                       |                       |                       |                       |                       |                       |                       |                       |                       |                       |                       |